# Bob Anderson (zwaardvechter)
Robert James Gilbert Anderson (Gosport, 5 september 1922 - West-Sussex 1 januari 2012) was een zwaardvechter en een stuntman (Engels: 'stunt double') die in grote filmproducties meedeed. Hij is vooral bekend van de rol (van de man in het pak) van de Sith Lord Darth Vader in Star Wars: Episode IV: A New Hope (1977), Star Wars: Episode V: The Empire Strikes Back (1980) en Star Wars: Episode VI: Return of the Jedi (1983) van de negendelige Star Wars-saga van George Lucas. Anderson deed dit samen met David Prowse.
Buiten zijn werk in de filmindustrie was Anderson een gerespecteerd schermer die Groot-Brittannië vertegenwoordigde tijdens de Olympische Spelen in 1952 en de Wereldkampioenschappen van 1950 en 1953. Verder is Anderson bekend van zijn aandeel in The Lord of the Rings Trilogy (2001-2003) van regisseur Peter Jackson.

## Filmografie
- The Hobbit (2012): Zwaardmeester
- Alatriste (2006): Zwaardmeester
- The Legend of Zorro (2005): Zwaardmeester
- The Lord of the Rings: The Return of the King (2003): Zwaardmeester
- Pirates of the Caribbean: The Curse of the Black Pearl (2003): Zwaardtrainer
- The Lord of the Rings: The Two Towers (2002): Zwaardmeester
- Die Another Day (2002): Zwaardmeester
- The Lord of the Rings: The Fellowship of the Ring (2001): Zwaardmeester
- The Parent Trap (1998): Fencing Consultant
- The Mask of Zorro (1998): Zwaardmeester
- The Phantom (1996): Zwaardmeester
- First Knight (1995): Zwaardmeester
- The Three Musketeers (1993): Zwaardmeester
- Highlander:The Series (1992–1994): Zwaardmeester
- By the Sword (1991): Zwaardmeester
- The Princess Bride (1987): Zwaardmeester
- Highlander (1986): Zwaardmeester
- Star Wars Episode IV: A New Hope (1977): Fight Arranger (uncredited)
- Barry Lyndon (1975): Fencing Coach
- Kidnapped (1971): Fight Arranger
- Don't Lose Your Head (1966): Fight Arranger (uncredited)
- The Moonraker (1958) Fencing Coach

## Stunts
- Star Wars Episode VI: Return of the Jedi (1983): Stunt Performer
- Superman II (1980): Stunts (uncredited)
- Star Wars Episode V: The Empire Strikes Back (1980): Stunt Double for Darth Vader
- Candleshoe (1977): Stunt Arranger
- Star Wars (1977): Stunts/Stunt Double (uncredited)
- One of Our Dinosaurs is Missing (1975): Stunt Arranger
- Kidnapped (1971): Fight Arranger
- Casino Royale (1967): Stunts (uncredited)
- From Russia with Love (1963): Stunts (uncredited)
- The Guns of Navarone (1961): Stunts (uncredited)
- Il maestro di Don Giovanni (1954): Stunts
- The Master of Ballantrae (1953): Stunts (uncredited)

## Acteur
- Reclaiming the Blade (2009): zichzelf
- Star Wars Episode V: The Empire Strikes Back (1980): Keizerlijke officier
- Candleshoe (1977): Hood (uncredited)
- Doctor Who (1968): Fighting Guard in the serial The Enemy of the World

- Biblioteca Nacional de España: XX4419740
- International Standard Name Identifier: 0000 0000 8189 9273
- Library of Congress Control Number: no2010074282
- Virtual International Authority File: 121198442
- WorldCat: E39PBJk8Vx6HtR3wy8YHPb3mh3